# Rešice

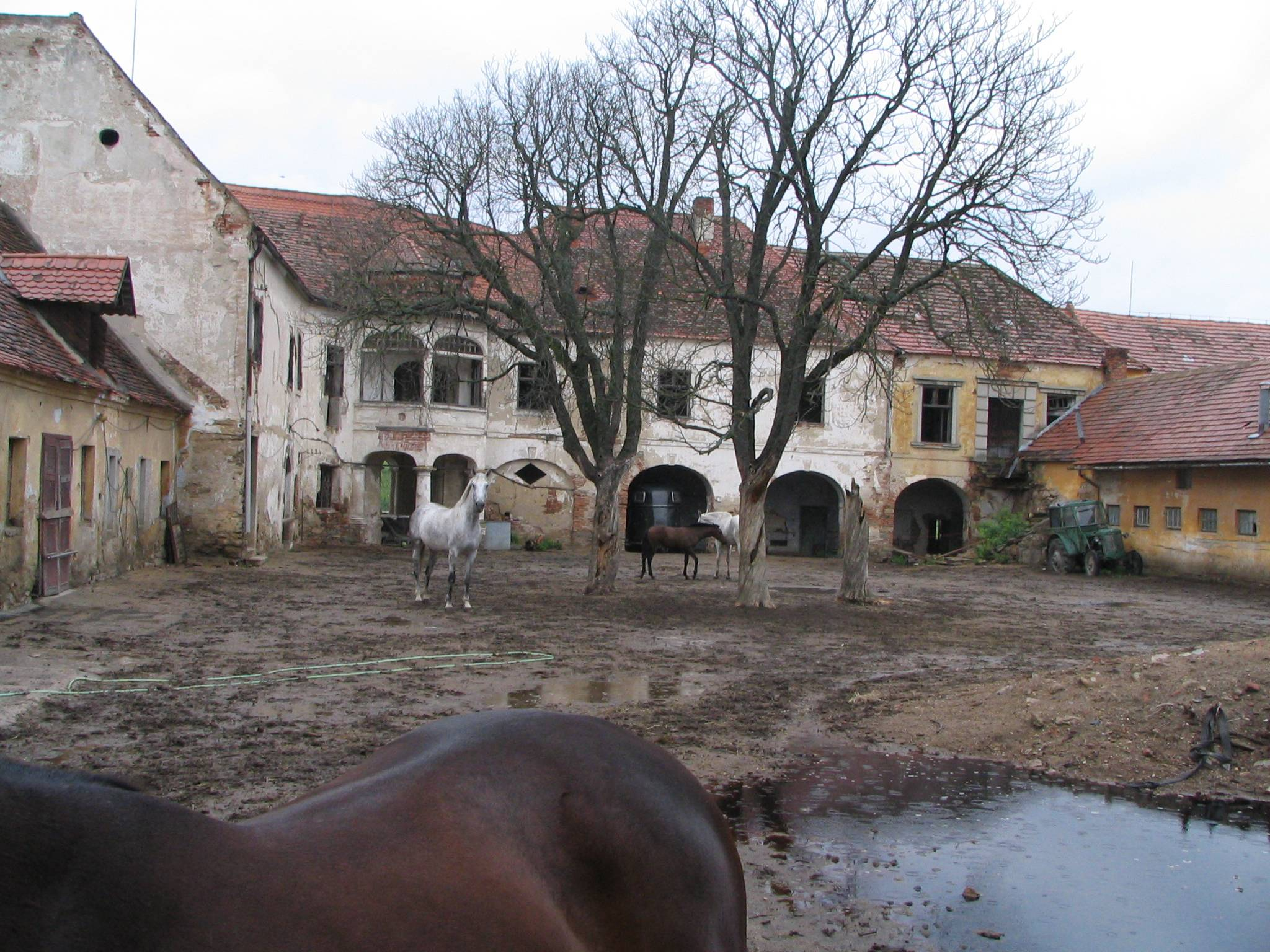
Schloss Rešice, Innenhof

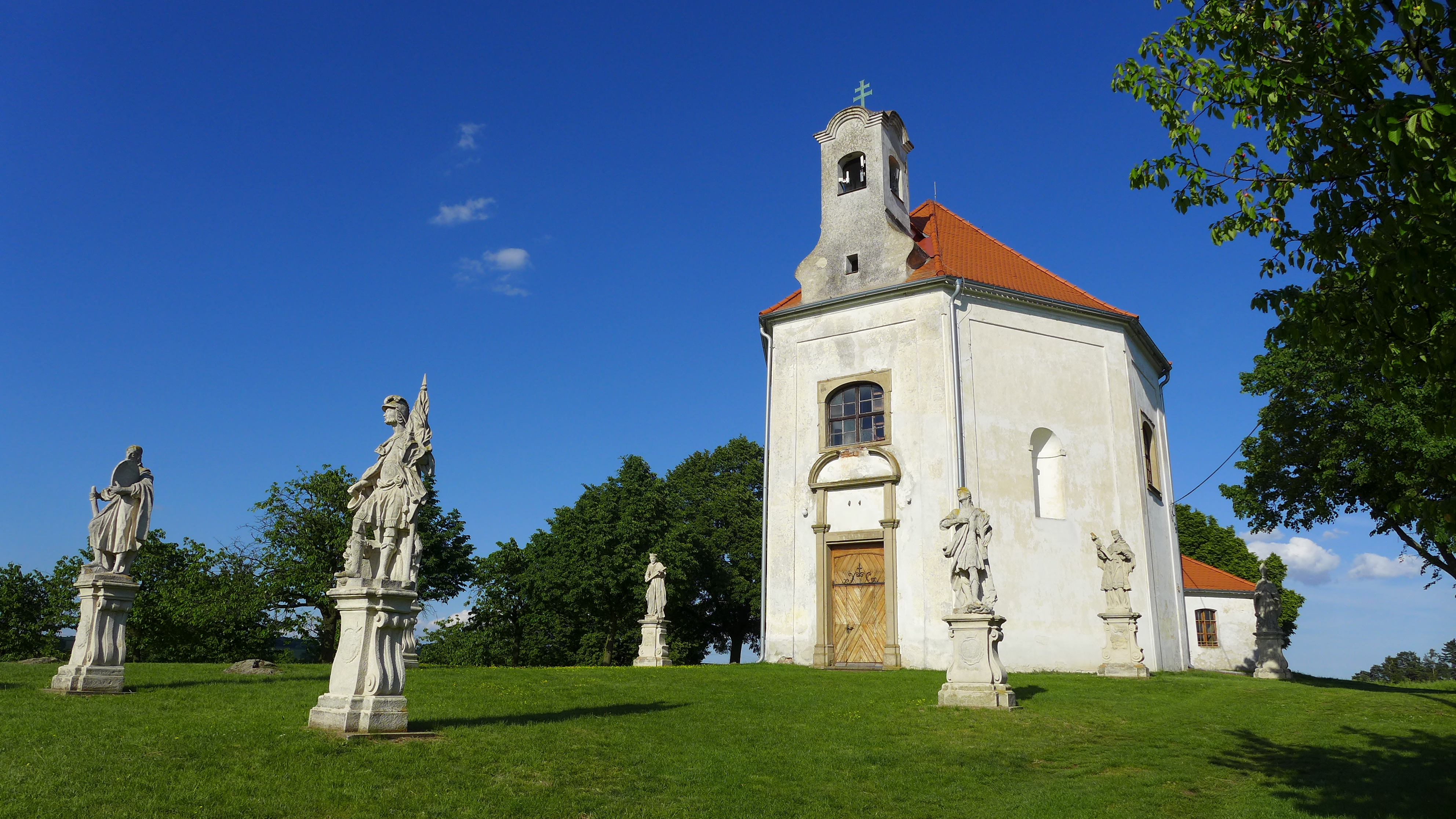
Kapelle des hl. Johannes von Nepomuk

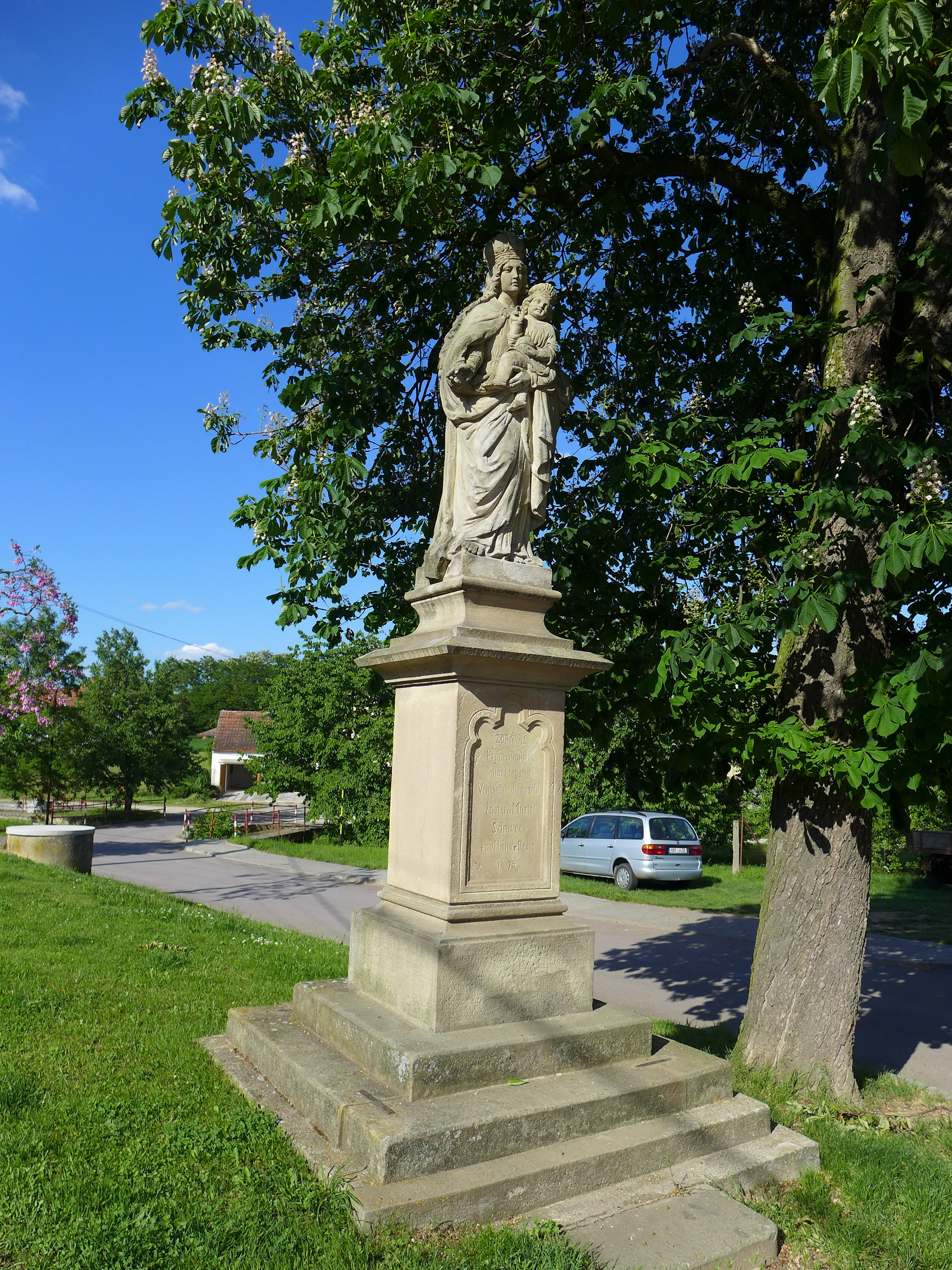
Statue der Jungfrau Maria

Rešice (deutsch Röschitz) ist eine tschechische Gemeinde in Südmähren. Sie liegt 13 km westlich von Moravský Krumlov und gehört zum Okres Znojmo.

## Geographie
Rešice befindet sich in der Hrotovická pahorkatina (Hrottowitzer Hügelland) und wird vom Bach Rešický potok durchflossen. Nordöstlich erhebt sich der Velký kopec (392 m.n.m.) und im Südosten der Strašák (351 m.n.m.). Durch den Ort verläuft die Staatsstraße II/396 zwischen Branišovice und Rouchovany. Gegen Norden liegt die Wüstung Heřmanice, dahinter das Kernkraftwerk und Endlager Dukovany.
Nachbarorte sind Dukovany im Norden, Horní Dubňany im Nordosten, Dolní Dubňany im Osten, Tulešice und Čermákovice im Südosten, Alinkov und Horní Kounice im Süden, Zámek, Valův Mlýn, Spálený Mlýn, Bendův Mlýn und Tavíkovice im Südwesten, Šabatův Mlýn und Šemíkovice im Westen sowie Texlův Mlýn, Rouchovany und Kordula im Nordwesten.

## Geschichte
Die erste urkundliche Erwähnung von Rešice erfolgte im Jahre 1358 als anteiliger Besitz der Brüder Ulrich und Hermann von Neuhaus, die diesen im Jahr zuvor von Mareš von Rešice erworben hatten. 1361 überließ Dietrich von Rešice seinen Anteil mit einer Mühle und der Hälfte der Wälder an den Geistlichen Niklas und dessen Bruder Martin von Rešice. Im Jahre 1365 veräußerte Heinrich von Neuhaus seinen Anteil an Johann von Kadliče. Zur selben Zeit besaß Niklas Hakl einen Freihof. Ein weiterer kleiner Anteil gehörte den Brüdern Theodorich und Smil von Knyhnice, die ihn 1371 dem Bohuslav von Radkov überschrieben. 1374 verkaufte Theodorich von Rešice einen Freihof an Johann von Hroznětice
Die älteste Nachricht über die Feste stammt von 1378. Im selben Jahre verschrieben Ulrich von Rešice und Gimram von Dobronice ihren Frauen Einkünfte aus ihren Anteilen, Smil von Knyhnice verkaufte seinen Anteil an Hermann von Neuhaus. Hynek  Bitovský von Lichtenburg trat 1390 seine Ansprüche in Rešice an Hermann von Neuhaus ab. 1398 verschrieb Niklas von Rešice seiner Frau Slawyna Einkünfte aus seinem Anteil. Im Jahre 1415 besaß Peter Hnylicka von Rešice zwei Freihöfe, von denen einer mit einem Turm versehen war. 1466 ließ König Georg von Podiebrad Johann von Rauchowan für beide Freihöfe intabulieren; dessen Erbe Laurenz von Rauchowan überschrieb sie 1481 an Niklas von Peč auf Tulešice. Einen dritten Freihof veräußerte Jan Boček Dürrteufel von Kunstadt 1481 an Georg von Rešice. Nachfolgend brachte Niklas von Peč das gesamte Gut an sich und verkaufte es 1496 an Heinrich von Wlašim. Zu den nachfolgenden Besitzern gehörten um 1550 Wilhelm von Wlašim, danach um 1564 Heinrich d. J. von Wlašim.
Am 22. März 1682 verkaufte Karl Wenzel Jankowsky von Wlašim das Gut Rešice mit einem Rittersitz, einem Brau- und Branntweinhaus, einem Meierhof und einem Schafstall für 18.000 Rheinische Gulden an Sigmund Ferdinand Želecký von Počenice. 1702 erbte dessen Sohn Maximilian Franz den Besitz; am 30. Juni 1708 veräußerte dieser das Gut für 28.500 Rheinische Gulden an Maria Antonia Gräfin von Rödern, geborene Šubíř von Chobyně. Diese vermachte das Gut am 10. Juni 1709 letztwillig zu gleichen Teilen ihrem Witwer Joseph von Rödern und ihren Kindern. Am 7. September 1731 verkaufte Bernard Anton Graf von Rödern das Gut Röschitz mit dem neuen Dorf Kordula für 50.400 Rheinische Gulden an den k.k. Feldmarschallleutnant Alan Graf von Löwingstein (Livingstone) und dessen Frau Lukretia. Alan von Löwingstein vererbte den Besitz am 10. November 1740 seinem Vetter, dem k.k. Obristleutnant Wilhelm Freiherr von Lewingstein. Nachdem dieser am 6. Juni 1742 seinen Verletzungen aus der Schlacht bei Chotusitz erlegen war, fiel das Gut seiner Witwe Ludovika geborene Gräfin von Hardegg zu. Letztere vermachte es am 17. Jänner 1760 letztwillig ihrem zweiten Mann, dem k.k. Feldzeugmeister Joseph Graf von Marquier. Dessen Erben, der k.k. Rittmeister Jakob Freiherr Mac Elligot und seine Schwester Katharina verkauften das Gut Röschitz mit Kordula am 27. April 1768 für 62.000 Rheinische Gulden an den k.k. General Joseph Anton Karl Freiherr von Canon, Marquis de Ville. 1792 erbte dessen Tochter Maria Anna verwitwete Gräfin Callenberg das Gut, sie veräußerte es am 17. August 1798 für 100.000 Rheinische Gulden und 100 Dukaten Schlüsselgeld an Leopoldina Gräfin von Daun. Diese, inzwischen verheiratete Gräfin von Königsegg-Aulendorf, verkaufte das Gut Röschitz mit Kordula am 12. Juli 1833 für 125.000 Gulden und 100 Dukaten Schlüsselgeld ihrem Verwandten Franz Graf von Daun, der es mit seinen Gütern Ober-Kaunitz, Latein, Allingau, Skalitz, Chlupitz, und Biskupitz vereinigte. 1837 erbte sein Sohn Heinrich Graf von Daun den Besitz. Die Grafen von Daun betrieben vor allem Schafzucht.
Im Jahre 1834 umfasste das Gut Röschitz eine Nutzfläche von 1386 Joch 104 Quadratklafter. Das Dorf Röschitz bzw. Rešice bestand aus 97 Häusern mit 379 mährischsprachigen Einwohnern. Im Ort gab es die St. Johannes Nepomuk-Kapelle, eine Schule und eine Mühle. Abseits lagen das Schloss Röschitz mit dem Meierhof. Röschitz war zudem Sitz eines Forstreviers. Pfarrort war Ober-Dubnian, Amtsort Ober-Kaunitz. Bis zur Mitte des 19. Jahrhunderts blieb Röschitz den vereinigten Gütern Ober-Kaunitz, Latein, Allingau, Skalitz, Röschitz, Chlupitz, Kordula und Biskupitz untertänig.
Nach der Aufhebung der Patrimonialherrschaften bildete Röschitz ab 1849 mit dem Ortsteil Kordula Gemeinde Rešice im Gerichtsbezirk Kromau. 1868 wurde die Gemeinde Teil des Bezirkes Kromau. Mit dem Tode von Ottokar Graf von Daun erlosch das Geschlecht der Grafen von Daun 1904 im Mannesstamme. Auf der Grundlage eines Familienerbvertrages fielen die Güter den vier Kindern aus der Ehe von Bertha von Daun († 1856) und Karl Wilhelm von Haugwitz zu, die sich jedoch nicht über die Aufteilung des Erbes einigen konnten und die Güter zunächst verpachteten, dann verkauften.
Nach dem Ersten Weltkrieg zerfiel der Vielvölkerstaat Österreich-Ungarn, Rešice wurde 1918 Teil der neu gebildeten Tschechoslowakischen Republik. Nach dem Münchner Abkommen verblieb Rešice 1938 bei der Tschechoslowakei und wurde in den Okres Moravské Budějovice eingegliedert. Nach dem Ende des Zweiten Weltkrieges wurde Rešice wieder Teil des Okres Moravský Krumlov. Im Jahre 1948 verlor Kordula seinen Status als Ortsteil. Im Zuge der Aufhebung des Okres Moravský Krumlov wurde Rešice 1961 dem Okres Znojmo zugeordnet.

## Gemeindegliederung
Für die Gemeinde Rešice sind keine Ortsteile auswiesen. Grundsiedlungseinheiten sind Kordula und Rešice. Zu Rešice gehört außerdem die Ortslage Zámek (Schloß Röschitz).
Das Gemeindegebiet gliedert sich in die Katastralbezirke Kordula und Rešice.

## Sehenswürdigkeiten
- Renaissanceschloss Rešice, das 700 m südwestlich des Dorfes in der Siedlung Zámek auf einer Terrasse über dem Tal der Olešná gelegene und von Wirtschaftsgebäuden umgebene Schloss wurde wahrscheinlich zum Ende des 16. Jahrhunderts von den Herren von Wlašim anstelle einer mittelalterlichen Feste errichtet. Im 18. Jahrhundert verlor das Renaissanceschloss seine Bedeutung als Herrensitz. Heute ist das baufällige Schloss Teil eines Landwirtschaftsbetriebes und nicht öffentlich zugänglich.
- Kapelle des hl. Johannes von Nepomuk, auf einer Kuppe östlich über dem Dorf. Sie wurde 1720 nach dem Vermächtnis von Joseph von Rödern errichtet und erhielt drei Altäre. Gemäß ihrem Gestift hatte der Dubnianer Pfarren darin wöchentlich eine stille Messe zu lesen. Im Jahre 1777 wurde um die Kirche eine Gruppe von sieben Heiligenfiguren geschaffen.
- Marienstatue auf dem Dorfplatz von Rešice, geschaffen 1875
- Kapelle in Kordula
- Gedenktafel am Geburtshaus von Adolf Opálka in Kordula
- Dolmen über dem Tal der Rouchovanka, kurz vor deren Mündung in die Rokytná, er wurde 1927 zum Gedenken an ein Opfer des Verkehrsunfalls errichtet
- Hubertův dub (Hubertuseiche), das ca. 500 alte Baumdenkmal steht anderthalb Kilometer von Hubertův dub o stáří asi 500 let am Waldrand.

## Söhne und Töchter der Gemeinde
- Alois Miesbach (1791–1857), österreichischer Industrieller
- Adolf Opálka (1915–1942), Widerstandskämpfer gegen die Nationalsozialisten, geboren in Kordula
- František Pospíšil (1919–1944), Widerstandskämpfer gegen die Nationalsozialisten, Cousin von Opálka